# 隐秘采访
隐秘采访，也称隐性采访、秘密采访或暗访。是指新闻工作者/记者在完成采访人物中将自己身份和意图隐藏的一种采访方式。隐秘采访多用于特定采访环境，记者为弄清事实真相，隐藏身份而装扮成为特定对象圈中成员或普通社会成员的身份“闯入”新闻事件的采访方式。多用于调查性新闻报道中。

## 隐秘采访的类型
从实践看，分为三种类型：
1. 侦察型：带有侦查员的性质。
2. 体验型：指记者作为被服务的对象，去体验某些服务行业的工作，不亮明记者身份。
3. 验证型：[2]。

## 应注意的问题
1. 应处理好两个关系：一是暗访与明察的关系，把暗访与明察结合起来；二是处理好勇于冒险和善于保护自己的关系。
2. 隐秘采访有显性采访不可替代的作用，但也不能滥用，它受法律和道德两者的制约。
3. 在市场经济条件下，在运用隐秘采访时，还要注意不要侵犯企业法人的商业秘密。[3]。

## 历史经典
美国女记者娜麗·布萊装扮成为精神病患者对美国布莱克韦岛上女精神病院的暗访开创隐秘采访的先河。
在进入20世纪90年代后期，中国大陆中央电视台的一些栏目(如每周质量报告)中也开始大量出现隐性采访的方式。

## 争议与批评
由于社会环境的复杂多变，显性采访得不到良好采访效果或无法取得事实真相，隐性采访具有其独特的作用。最常见于揭露丑闻或黑幕的批评性报道中。
隐性采访中偷拍的手段受到一些争议和指责，暗访的滥用带来诸多法律纠纷。许多国家相关法律法规都有不同规定，中国大陆目前没有新闻法出台，涉及侵权的行为还存在比较模糊的界定。其操作的伦理也引起不少争议，其手段的合法和合理性都有来自各方的不同声音。中国中央电视台新闻调查节目有一个内部信条：
无论如何，秘密调查都是一种欺骗。新闻不是欺骗的通行证，我们不能以目的的正当为由而不择手段。秘密调查不能用作一种常规的做法，也不能仅是为了增添报道的戏剧性而使用。只有同时符合下述四条原则，才能采用秘密调查：
1. 有明显的证据表明，我们正在调查的是严重侵犯公众利益的行为；
2. 没有其他途径收集材料；
3. 暴露我们的身份就难以了解到真实的情况；
4. 经制片人同意。